# Battowia
Battowia ili Bettowia otok u državi Sveti Vincent i Grenadini, jedan od grenadinskih otoka koji se nalaze između karipskih otoka Saint Vincent i Grenada.

## Biljke i životinje
Otok Battowia lokalno je poznat kao "Ptičji otok" jer je sklonište i mjesto za gniježđenje raznih morskih ptica, posebno većih ptica kao što su brzani, galebovi i čigre, kao i smeđi nesit (Pelecanus occidentalis), smeđa čigra (Anous stolidus) i crnoleđa čigra (Onychoprion fuscatus). Kao i kopnene ptice kao što su sivoleđi raznopojac (Mimus gilvus), južnoamerička gugutka (Zenaida auriculata) i zelenokresti kolibrić (Orthorhyncus cristatus).
Među ostalim stanovnicima otoka su koze i rijetka kongoanska zmija (Amphiuma) te Barbourova tropska trkačica (Mastigodryas bruesi).
Otok Battowia proglašen je prirodnim rezervatom.